# Liminkajärvi (sjö i Finland)
Liminkajärvi är en sjö i Finland. Den ligger i kommunen Pyhäjoki i landskapet Norra Österbotten, i den centrala delen av landet, 500 km norr om huvudstaden Helsingfors. Liminkajärvi ligger 47 meter över havet. Arean är 36,9 hektar och strandlinjen är 3,32 kilometer lång. Sjön  ingår i Liminkaojas huvudavrinningsområde.  Sjön är i huvudsak igenväxt.